# Soulèvement de Kumanovo
 (octobre 2020).
Guerres serbo-turques de 1876-1878 (en)
Le soulèvement de Kumanovo est un mouvement insurrectionnel macédonien, mené contre le gouvernement ottoman. L'insurrection dure quatre mois, du 20 janvier 1878 au 20 mai de la même année. Elle vise principalement à libérer la région de la tutelle de l'Empire ottoman et à unifier celle-ci avec la jeune principauté de Serbie.
Comme son nom l'indique, ce soulèvement est principalement centré sur la ville de Kumanovo, mais aussi de Kriva Palanka et de Kratovo, alors situées dans le vilayet du Kosovo, aujourd'hui en Macédoine du Nord.
La révolte est un échec et l'Empire ottoman finit par triompher ; s'ensuit une répression féroce et une émigration massive des Macédoniens.

## Contexte
À la fin du XIXe siècle, l'Empire ottoman est en recul dans les Balkans et y fait face à une montée des revendications indépendantistes. À partir de 1874, la révolte prend forme d'abord en Herzégovine, puis en Bosnie et au Monténégro. La révolte, ponctuée par des massacres de part et d'autre, s'accroît jusqu'à devenir un début de guerre à l'été 1875, et prend un caractère de guerre religieuse entre chrétiens et musulmans.
Les empires européens interviennent alors et réunissent une conférence à Berlin, qui rassemble Bismarck, Gortchakov et Andrássy, représentant respectivement les empires allemand, russe et austro-hongrois ; une note est envoyée au sultan Mourad V, qui promet de mettre en œuvre des réformes ; simultanément, les persécutions continuent, notamment sous la conduite d'Ahmed Muhtar Pacha. En 1876, notamment à la suite de l'insurrection bulgare, de nombreux chrétiens fuient les répressions et se réfugient en Autriche. Une nouvelle conférence berlinoise a lieu le 13 mai 1876, durant laquelle les empires européens durcissent le ton envers les Ottomans et les menacent d'invasion.

## Révolte
La révolte commence le 20 janvier 1878 et dure jusqu'au 20 mai.

## Suites
La violente répression qui suit le soulèvement conduit de nombreux Macédoniens à l'exil et à l'émigration. Ils sont remplacés sur leurs terres de départ par des populations albanaises.
La révolte de Kumanovo fait l'objet d'un roman posthume, sous-titré « récit vrai », de Louis Boussenard : La Terreur en Macédoine, paru en 1912.